# Agrotis obscurata
Agrotis obscurata là một loài bướm đêm trong họ Noctuidae.